# Guitti
Guitti est une localité située dans le département de Séguénéga de la province du Yatenga dans la région Nord au Burkina Faso.

## Géographie
Situé sur la rive gauche du Nakembé, Guitti se trouve à 12 km au sud-ouest du centre de Séguénéga, le chef-lieu du département, à 5 km au sud de Goubré et à environ 50 km au sud-est de Ouahigouya.
La zone de Guitti est fréquemment inondée par les débordements du lac du barrage de Guitti provoquant d'importantes perturbation dans le secteur allant jusqu'à empêcher la circulation sur la route nationale 15 coupant le département de Séguénéga en deux et l'isolant de Ouahigouya.

## Économie
L'économie du village est fortement liée à la présence du lac de barrage de retenue qui permet l'irrigation pour les cultures maraîchères et vivrières ainsi qu'une activité de pêche notable. Ce lac de retenue, l'un des dix plus importants du pays par son volume, est réhabitilé en 2018-2019 pour un montant des travaux de 10 milliards de francs CFA (15,2 millions d'euros)

## Santé et éducation
Le centre de soins le plus proche de Guitti est le centre de santé et de promotion sociale (CSPS) de Goubré tandis que le centre médical avec antenne chirurgicale (CMA) de la province se trouve à Séguénéga.
Guitti possède une école primaire publique.